# Hemispingus melanotis
Hemispingus melanotis là một loài chim trong họ Thraupidae.